# سیارک ۱۲۶۰۱
سیارک ۱۲۶۰۱ (به انگلیسی: 12601 Tiffanyswann، نامگذاری:1999RO178) دوازده هزار و ششصد و یکمین سیارک کشف شده‌است که در ۹ سپتامبر ۱۹۹۹ کشف شد.
قدر مطلق سیارک برابر ۱۴.۸ است.